# Goddag yxskaft

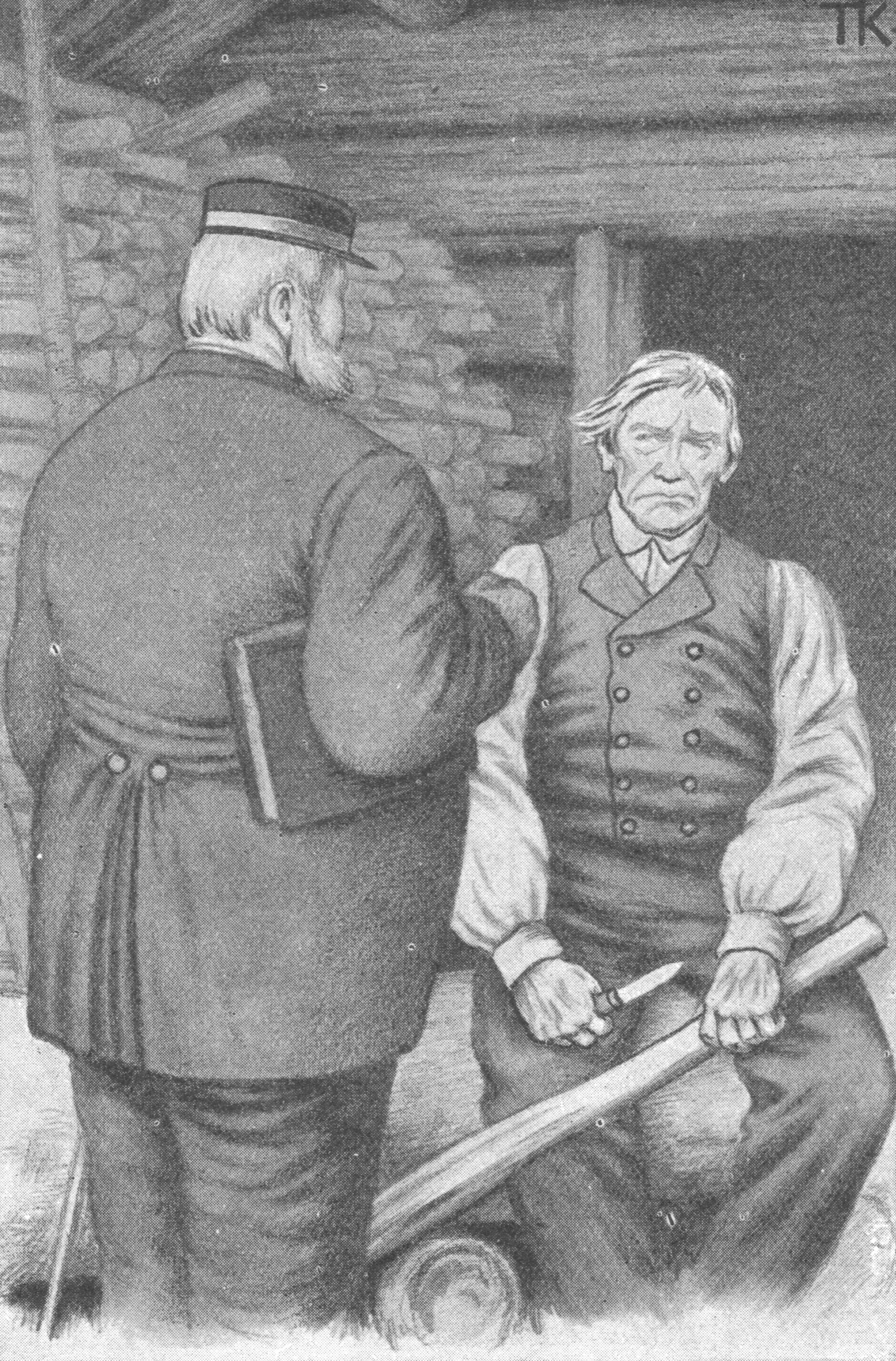
Illustration av Theodor Kittelsen.

Goddag yxskaft är ett talesätt, syftande på ett meningslöst svar på en fråga.
Uttrycket kommer från en skämtsaga. Det är från en historia där en döv gubbe som tillverkar ett yxskaft ser en främling komma gående och funderar över vad denne kan tänkas vilja. Gubben antar att främlingen ska fråga om vad han tillverkar och att han sedan vill veta vägen till stan och då tänker han säga att det är åt vänster. Främlingen börjar med att säga "goddag" men får svaret "yxskaft".
Berättelsen ingår i Sörgården, en läsebok för svenska småskolan, skriven i början av 1900-talet av Anna Maria Roos, vilket kan tänkas vara en förklaring till att uttrycket är så allmänt känt. Det avslutande replikskiftet är mindre känt: "Ni är allt lite vriden ni, far!" som besvaras "Åt vänster".
Uttrycket finns också i norskan, där man säger "God dag, mann, økseskaft", i danskan: "Goddag mand, økseskaft" och i finskan: "Hyvää päivää, kirvesvartta". Bakgrunden och betydelsen är ungefär densamma. Berättelsen som uttrycket kommer från är en folksaga som finns med i Asbjörnsens och Moes Norske folkeeventyr insamlade från 1840-talet och framåt. I sagan fortsätter det tokiga samtalet med nya frågor och nya helt irrelevanta svar.